# Yaoundé Airport
Yaoundé Airport är en flygplats i Kamerun. Den ligger i den södra delen av landet, i huvudstaden Yaoundé. Yaoundé Airport ligger 751 meter över havet.
Terrängen runt Yaoundé Airport är platt åt sydost, men åt nordväst är den kuperad. Trakten runt Yaoundé Airport är ganska tätbefolkad, med 58 invånare per kvadratkilometer. Närmaste större samhälle är Yaoundé, 3,5 km norr om Yaoundé Airport. Trakten runt Yaoundé Airport är en mosaik av jordbruksmark och naturlig växtlighet.